# Krzysztof Wielicki

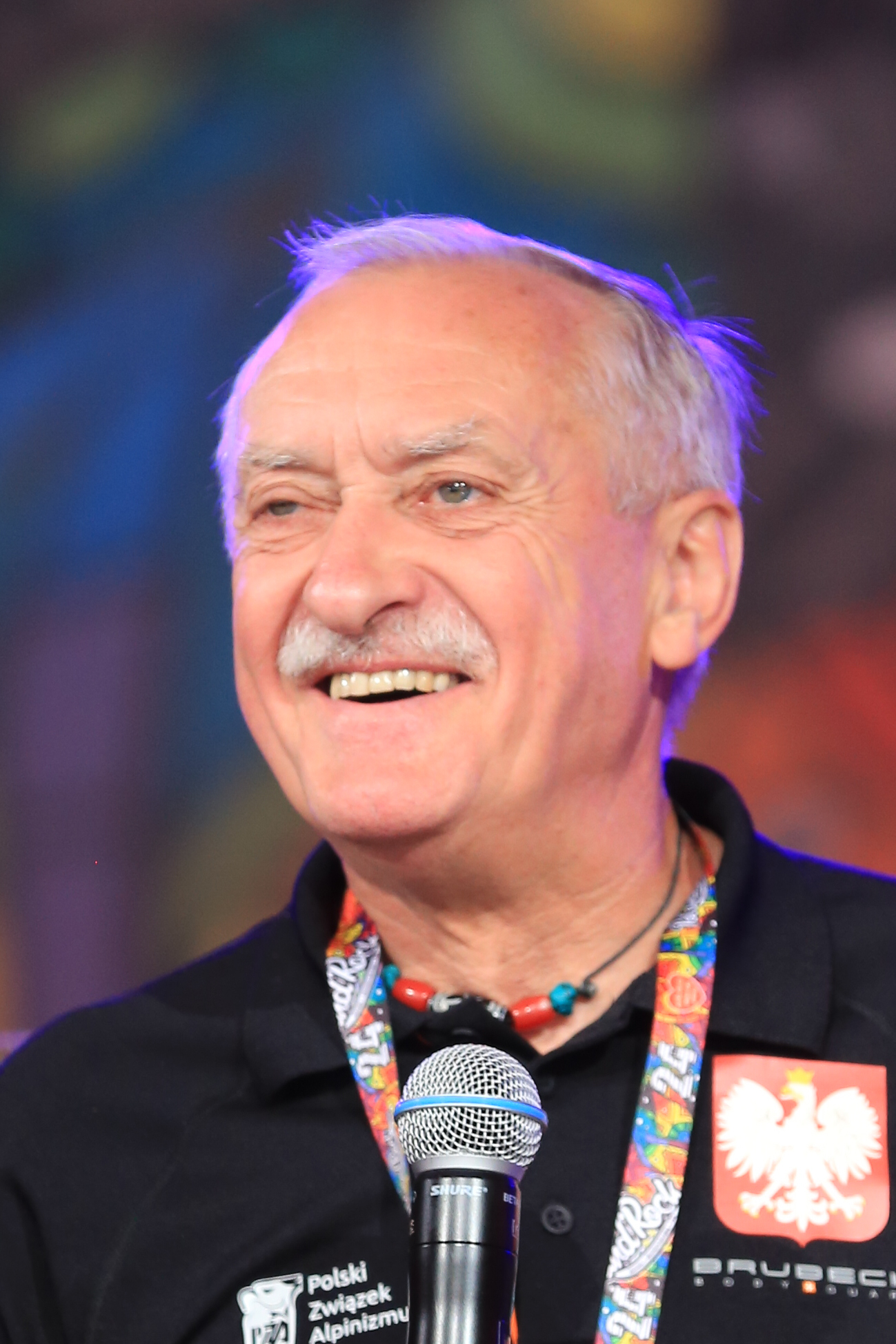
Krzysztof Wielicki auf dem Pol’and’Rock Festival 2018

Krzysztof Jerzy Wielicki (* 5. Januar 1950 in Ostrzeszów) ist ein polnischer Bergsteiger.
Am 17. Februar 1980 gelang Wielicki zusammen mit Leszek Cichy die erste Winterbesteigung des Mount Everest.
Am 14. Juli 1984 war er am Broad Peak der erste Bergsteiger der Welt, der einen Achttausender an einem Tag bestieg. Am 20. Oktober desselben Jahres stand er auf dem Gipfel des Manaslu, den er über eine neue Route erreichte. Diesen Berg bestieg er 1992 ein zweites Mal.
1986 gelang ihm zusammen mit Jerzy Kukuczka die erste Winterbesteigung des Kangchendzönga; die beiden Bergsteiger erreichten am 11. Januar den Gipfel. Im Herbst des Jahres, genauer am 24. September, bestieg er zusammen mit Marcel Rüedi den Makalu über eine neue Routenvariante. 1988 war er der erste, der den Lhotse im Winter besteigen konnte. Der Gipfelerfolg an Silvester war zugleich die erste Solobesteigung des Berges. Am 24. April 1990 gelang ihm die erste Solobesteigung des Dhaulagiri. Nach der Besteigung der Annapurna am 21. Oktober 1991 bestieg er den Cho Oyu am 18. September und den Shishapangma am 7. Oktober 1993 jeweils über neue Routen. 1995 bestieg er sowohl den Gasherbrum I als auch den Gasherbrum II. Ein Jahr später wurde er nach den Besteigungen von K2 am 10. August und Nanga Parbat am 1. September 1996 der fünfte Mensch, dem die Besteigung aller 14 Achttausender gelang.
Den Gasherbrum II bestieg er 2006 ein zweites Mal.
Im Winter 2012/2013 leitete Wielicki die erfolgreiche polnische Expedition auf den Broad Peak.
Wielicki kam in Szklarka Przygodzicka, einem Dorf in der großpolnischen Gemeinde Ostrzeszów, zur Welt. Erste Erfahrungen im Bergsteigen sammelte er bereits als Mitglied der örtlichen Pfadfinder.
2018 wurde Wielicki gemeinsam mit Reinhold Messner der Prinzessin-von-Asturien-Preis für Sport zugesprochen.